# フルレンジスピーカー

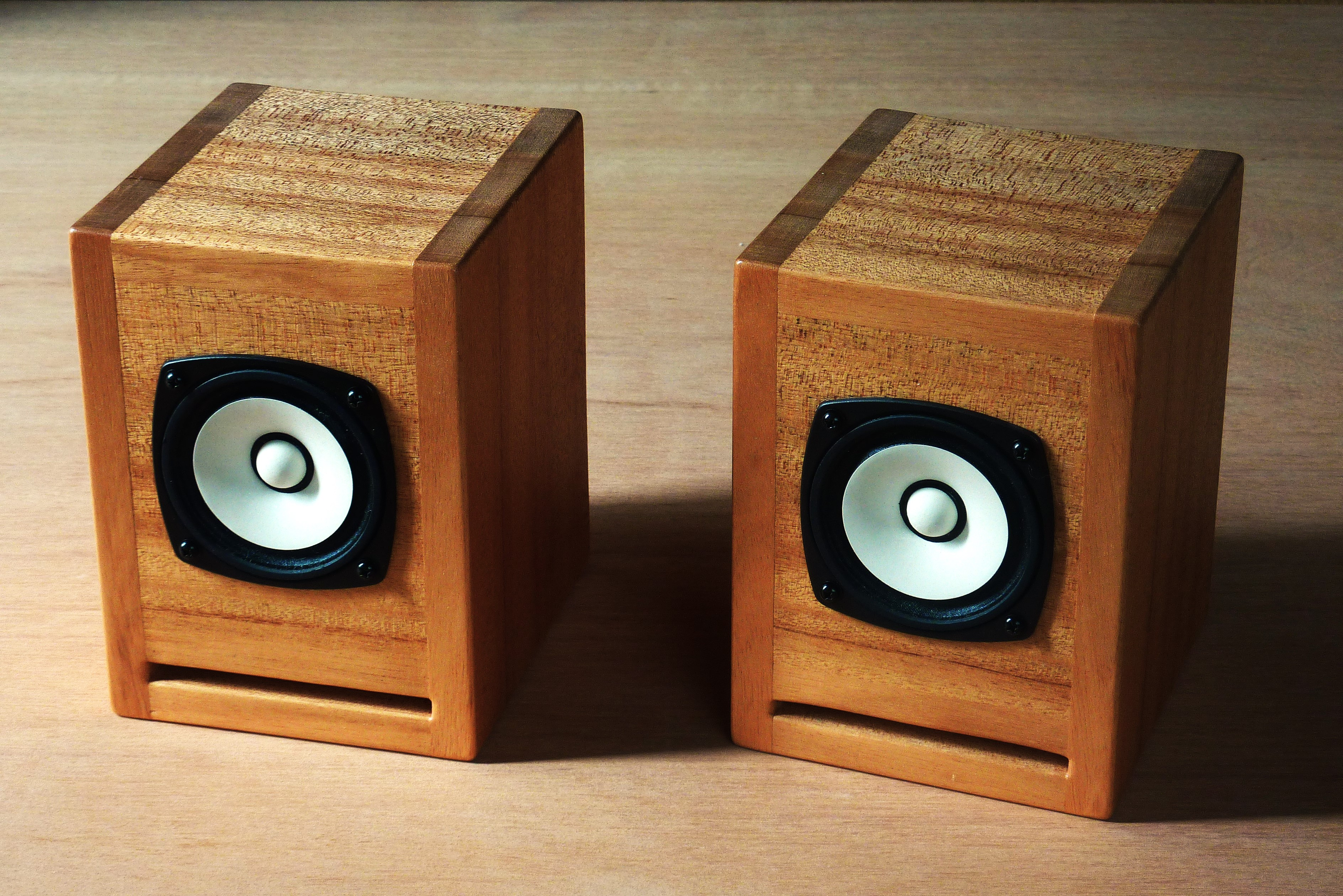
8cm口径のフルレンジスピーカーユニットを用いた小型スピーカーシステム

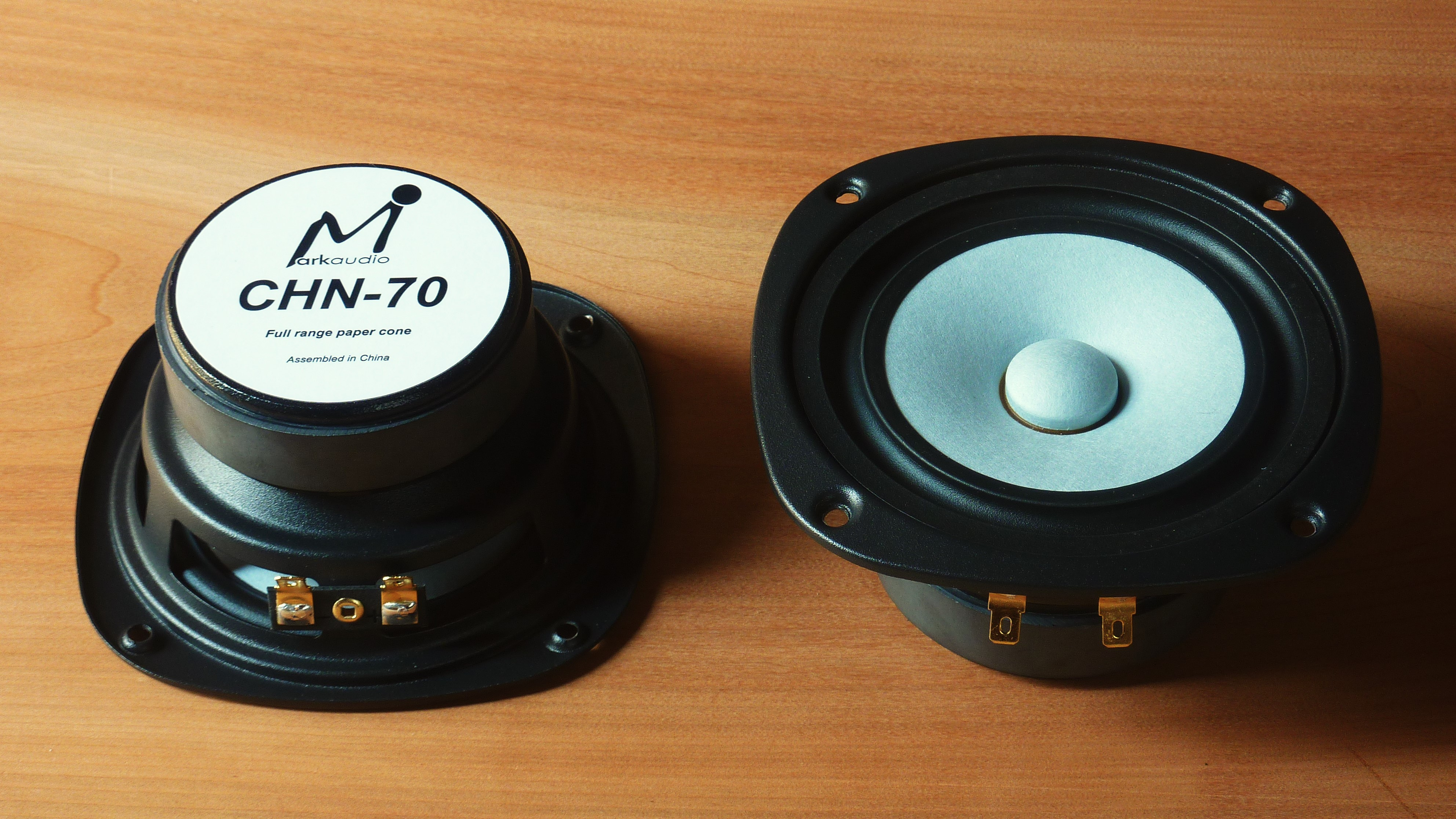
振動板に紙を用いた10cm口径のフルレンジスピーカーユニット

フルレンジスピーカーは、低音から高音まで（フルレンジ）を、一種類のユニットでまかなう前提の設計（デザイン）のスピーカーユニットand・orスピーカーシステムである。ユニットを指してはワイドレンジユニットといった語もある。スピーカーシステムとしては、振動板（コーン）が1個という意味で、シングルコーンという語もある。複数の異なる設計のユニットによって音域を分割する方式を指すマルチウェイに対する語でもあり、後からマルチウェイが現れたことによるレトロニムでもある。

長所としては単一のユニットのみを使うために、理想的とされる点音源に近いこと、100Hz～5kHzという音声や楽音で重要な音域がネットワークと複数のスピーカーで分割されないので、ステレオ再生での定位感が優れていて音質も自然なことがある。またネットワークに起因するインピーダンスや位相特性の悪影響がない。

短所としては、低音と高音の限界がマルチウェイ方式によるそれぞれの専用ユニットと比べて低くなることや、単一ユニットでは音量にも限界がある。高音に関しては、分割振動のために周波数特性や指向特性に山や谷が発生しやすいことがある。分割振動とは高域になるとコーン全体が一応なピストンモーションをせず各部分が異なった振動をすることをいい、分割振動のモードとしては、円周状の節を持つものと放射状の節を持つものの二種類がある。

低音の再生には大口径で重いコーンが最低共振周波数foが下がり有利だが、そうすると高い周波数で振動しにくくなる。一方高音の再生には口径が小さく軽くて強靭なコーンが有利である。この相反する条件を両立させるために、箱をバスレフレックス式として低音を強化しつつ、高音の再生範囲を広げるためにコーンの形状や材質に多くの工夫が加えられている。以前は低音と高音のバランスが良い口径が16cmのものが中心だったが、磁気回路やエッジ、ダンパーなどの改善で大振幅が可能となり、半導体の進歩でアンプの出力が増大して十分な低音を得られるようになったことと、高域の再生に有利なことから、口径はより小さい10cmないし12cmが多用されている。

高音での分割振動を防ぐために、コーン紙にコルゲーションと呼ばれる同心円状の溝を設けることがある。これにより円周方向の剛性を上げて分割振動を防ぎながら、高域ではコーンの振動範囲を中央付近だけに制限することで高音の特性を改善することできる。同じ目的で、コーン紙の中央付近を厚く、周辺付近を薄く漉きあげられていることが多い。
またコーンは一般的に円錐状では無くホーン状とすることで、周辺の剛性を落として高域の振動を中心付近に制限するとともに、ホーンの効果で中央付近の高域の指向性と位相を揃えて高域の再生を改善することができる。

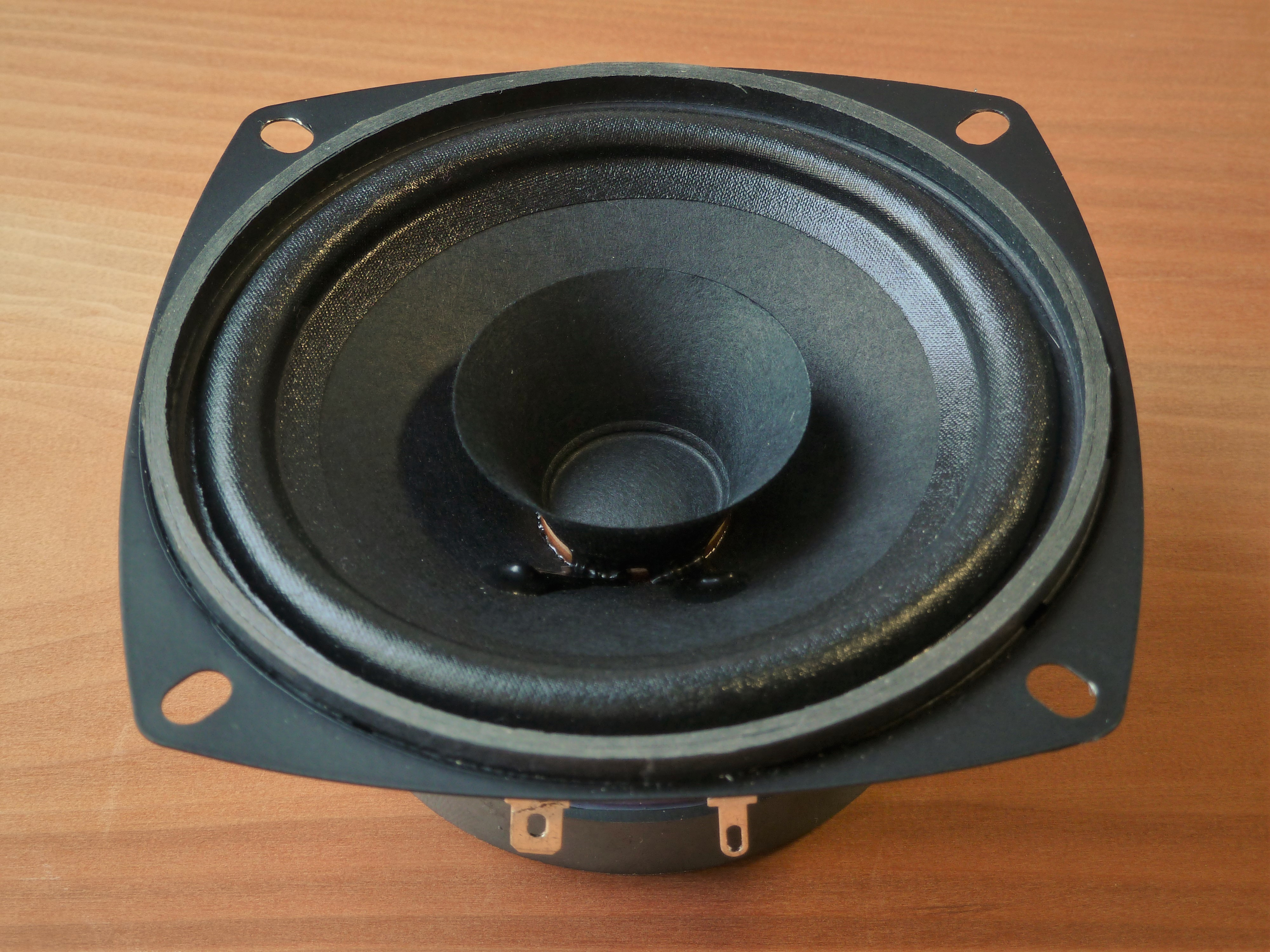
ダブルコーンのフルレンジスピーカーユニット

またダブルコーンと呼ばれる小さく頂角の小さなコーンを付加し、これがメカニカル2wayとして高音で主として振動することで特性を改善する手法も一般的であり、車載用スピーカー等でも多用されている。分割振動を制御するためにコーンに円錐状の突起物や星型の補強（BOSEのスタードライバーやFostexのHPシリーズ等）を付加する手法もあり、これにより中央付近の剛性を高く周囲の剛性を下げることと放射状の節を持つ分割振動を制御することで周波数特性を改善している。

コーン紙も剛性を上げてピストンモーションの範囲を広げるとともに適度な内部損失をもたせるために、各種の人工や天然のファイバー、樹脂やマイカ等の鉱物など様々な材料がコーン紙に混和や重層あるいは塗布されている。
高音になると音波の波長が短くなるが、コーンの１部位からその点対称の部位までの距離が半波長の奇数倍になるとお互いが弱め合い、偶数倍になると強め合うことで周波数や指向特性に複雑な山や谷ができる。点対称部位からの干渉を遮断するために中央にイコライザーあるいはディフューザーと称する砲弾状の突起物を設置する手法がある。イコライザーを持つ有名なスピーカーとして、コーラルのBETAシリーズや、パナソニックのPWシリーズ（通称げんこつ）などがあり、現行でも多くの製品が採用している。
コーンの形状に起因する点対称部位からの音波の干渉は、振動板を平面状もしくはドーム状とすることで減らすことができる。一時期には平面スピーカーが流行したが、一般に振動系が重くなり能率が低下することと、やはり高域では分割振動の影響が避けられないことから、最近はあまり見られない。現在ではドーム状の振動板を持つツイーターやスコーカーは主流だが、低音用スピーカーとしてはドームの形状がマグネットや駆動部分と干渉することと、振動板がエンクロージャーから大きく突出するために製品は殆どみられない。
このようにフルレンジの特性を改善する多くの細かい工夫には長い歴史があり、各メーカーの技術や特色が現れるところである。

オーディオの世界では、周波数特性の帯域が狭いながら音質や定位、位相特性が自然なフルレンジのシステムと、複数のスピーカーをネットワーク接続することで周波数特性が広いながら定位や位相特性、そして抵抗分とインピーダンス増加などの難点のあるマルチウェイのシステムの優劣は長らく議論の対象になってきた。オーディオマニアのスピーカーはフルレンジに始まり、最後はフルレンジで終わるとも言われている。
その妥協策として、音声や楽曲の中心となる周波数帯域はフルレンジが担い、不足する低音と高音のためにサブウーファーとスーパツイーターを付加したシステムが多く見られる。低音は音量を改善するためにバスレフレックスとすることが多い。サブウーファーは別筐体の、いわゆる2.1chなどのシステムの「0.1ch」のようなスタイルで追加する方法がある。

低コスト、小型という利点から、テレビやラジカセ、ノートパソコンやタブレット、スマートフォン、フィーチャーフォン等の情報通信機器等の内蔵のスピーカーとしては最も一般的である。

合計出力を上げ指向性を広げるために、同一種類のフルレンジユニットを多数並べ、同時に鳴らす、といった構成もある。マイクによる音声が主体の講義室、体育館などのPA設備ではラインアレイ（トーンゾイレ）という方法がとられる。音楽ステージ用にフルレンジが多数使われた例として、かつてはシドニーのオペラハウスなどがあった。

一方で、1本が10万円を超える高価なものも存在する。システムとしては、BOSE901シリーズでは直径12cmフルレンジユニットを9個使用し、8個を裏面に、1個を前面に配置して間接音を重視したもので、周波数特性を補正するイコライザー機能を加えた高級なスピーカーがある。

ハイファイ再生用のフルレンジが現れたのは、ステレオ録音やFM放送が本格的となった1950年代以降のことであり、当時は70Hz～15kHzの再生周波数が再生できるものを指していた。Western Electric社の755A、JBL社のLE8T、ダイヤトーンのP-610、松下の8P-W1（のちEAS-20PW09に型番変更）、福音電機（現・パイオニアブランド）のPIM-8（のちPIM-20Aに型番変更）およびPIM-6（のちPIM-16Aに型番変更）、Lowther社のPM6Aなどはこの時代に開発されたものである。
自作オーディオ（自作スピーカー）では、ネットワーク（あるいはチャネルディバイダとマルチアンプ）の不要なフルレンジのシステムは魅力的で、多くのメーカーがフルレンジのスピーカーユニットを販売している。自作スピーカーとしては、長岡鉄男の設計したバックロードホーン型のエンクロージャーには今でも多くのファンが存在する。
2025年現在の日本では、オーディオグレードのスピーカーシステム自作向け完成品スピーカーユニットを市販しているブランドにFOSTEX(フォスター電機株式会社)やPARC Audio(株式会社ドリームクリエーション)、Air Wave(リードサウンド株式会社)、Claret Audio/DAITO VOICE(合同会社プレシュアリー)、FPS(株式会社エフ・ピー・エス)、調所電器、feastrex、PHASSなどがある。FOSTEXでは自作入門向けのフルレンジの製品群（「Pシリーズ」の P650K, P800K, P1000K）を2010年前後から充実させてきている。